# Багаутинов, Артур Шамильевич
Артур Шамильевич Багаутинов (род. 27 ноября 1987, Кизляр, Дагестанская АССР) — российский самбист, чемпион России по боевому самбо 2015 года, мастер спорта России. В 2015 году участвовал в чемпионате мира по самбо, где не смог пробиться на пьедестал. Боец смешанных единоборств. По состоянию на май 2018 года провёл 8 боёв, из которых выиграл 6 (два техническим нокаутом, один — сдачей соперника и три — решением судей), один свёл вничью и один проиграл нокаутом.

## Спортивные результаты
- Чемпионат России по боевому самбо 2015 — .